# Messier 3
Messier 3 (M3) (NGC 5272) je kuglasti skup u zviježđu Lovački psi. Otkrio ga je Charles Messier 1764. godine, a prvi u zvijezde razlučio William Herschel 1784. godine.

## Svojstva
M3 je jedan od najspektakularnijih kuglastih skupova. Sastoji se od gotovo pola milijuna zvijezda od čega ih je 212 promjenljivog sjaja.
Prividna magnituda ovog skupa je + 6,2, a kutni promjer je 18'. Na udaljenosti od 33.900 svjetlosnih godina to odgovara sjaju 300.000 puta većem od Sunčeva
i stvarnom promjeru od 180 svjetlosnih godina. Procjenjuje se da je masa kuglastog skupa oko 245.000 puta veća od Sunčeve.
Starost skupa je procijenjena na 11,4 milijarde godina.

## Amaterska promatranja
Zbog velikog prividnog sjaja, M3 je moguće vidjeti i golim okom u tamnoj noći, daleko od rasvijete i gradova. Kroz dalekozor izgleda kao mutna zvijezda, a gledan teleskopom sa 76 mm-skim objektivom, M3 pokazuje naznake razlučivanja. Teleskop od 150 mm u stanju je razlučiti vanjske dijelove skupa.
Za potpuno razlučivanje skupa M3 i njegove jezgre, potreban je teleskop s 300 mm-skim objektivom.

## Vanjske poveznice
- (engl.) SEDS: NGC 5272
- (engl.) Revidirani Novi opći katalog
- (engl.) Izvangalaktička baza podataka NASA-e i IPAC-a
- (engl.) Astronomska baza podataka SIMBAD
- (engl.) VizieR
- SEDS.org
- Filip Lolić
- Skica M3